# Euro Sklep

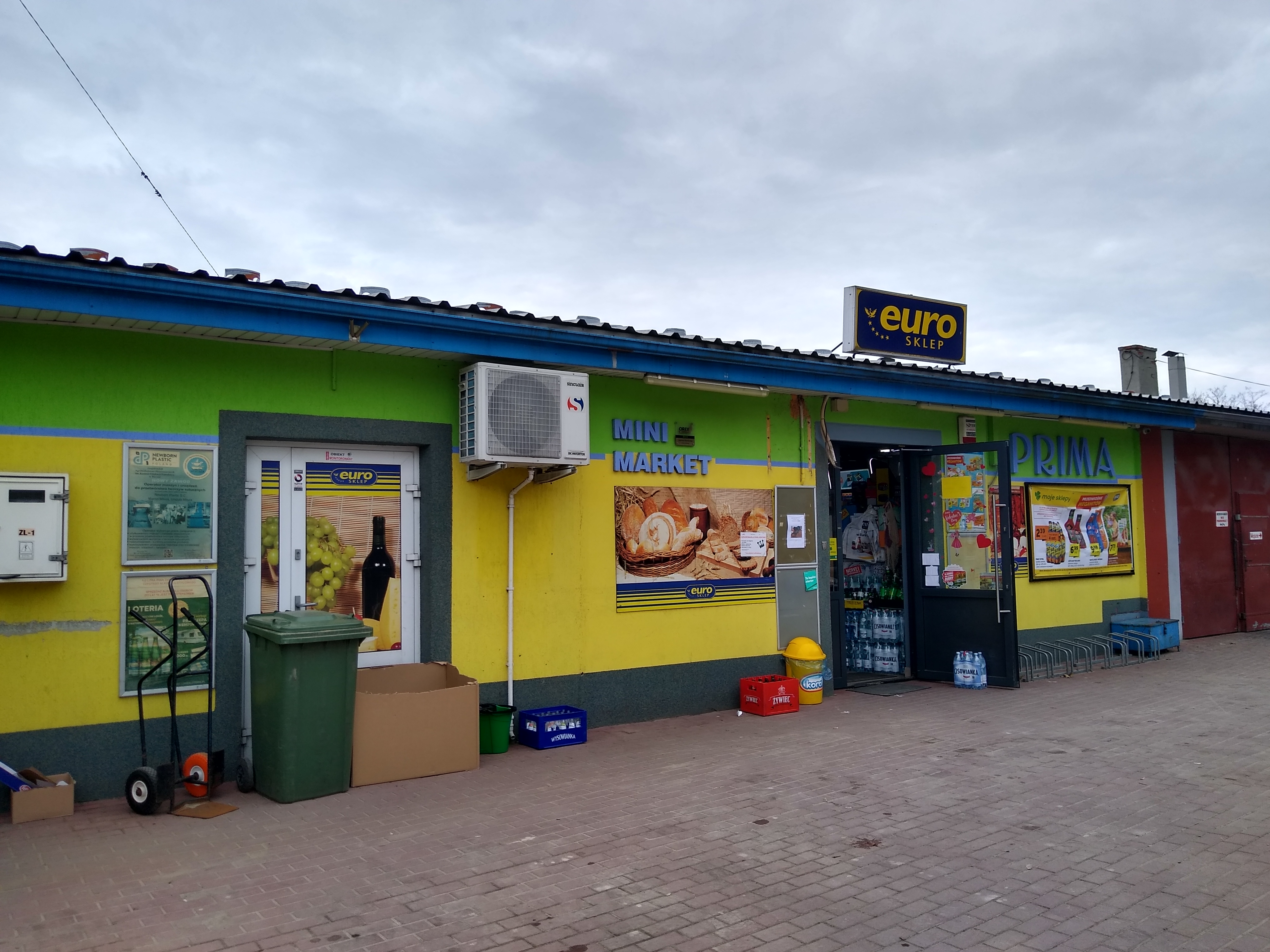
Euro Sklep w Kolbuszowej (2024)

Euro Sklep – sieć franczyzowa działająca na polskim rynku od 1997 roku. Według danych z 31 marca 2014 sieć zrzesza 501 sklepów ogólnospożywczych. Od grudnia 2011 roku sieć funkcjonuje w ramach Grupy Eurocash.